# Hans Steglich
Hans Steglich (* 29. April 1892 in der Seidau; † 22. April 1945 in Bautzen) war ein deutscher Kulturwissenschaftler und Volkskundler.

## Leben
Hans Steglich wechselte nach anfänglicher Tätigkeit als Lehrer in Bautzen an die Berufsschule nach Kamenz, wo er zum Kreisvolkstumswart ernannt wurde. Nachdem er 1934 das Stück Deutscher Frühling. Ein Frühlingsspiel nach heimatlichen und deutschen Frühlingsbräuchen verfasst und in Kamenz erfolgreich zur Aufführung brachte, erfolgte kurz darauf seine Ernennung zum Gauwart für Volkstumspflege in der sächsischen Landesstelle für Volksforschung und Volkstumspflege im Nationalsozialistischen Lehrerbund (NSLB) im NSDAP-Gau Sachsen.
1936 wurde Hans Steglich Rektor der Berufsschule Kamenz, blieb aber nur kurz im Amt, denn er folgte 1937 dem Ruf des Heimatwerks Sachsen, das ihn in Dresden zum Fachreferenten für Heimatfeste und -spiele ernannte. In diesem Zusammenhang wurde im August 1937 sein Werk Das Spiel vom Kamenzer Forstfest aus der Zeit der Hussitenkriege auf dem Thingplatz auf dem Hutberg bei Kamenz aufgeführt.
Er starb im April 1945 kurz vor seinem 53. Geburtstag während der Schlacht um Bautzen.

## Werke (Auswahl)
- Hexenmeister in der Lausitz. Volkssagen. H. Hillger, Berlin o. J. [1930].
- Deutscher Frühling. Ein Frühlingsspiel nach heimatlichen und deutschen Frühlingsbräuchen. J. Beltz, Langensalza, Berlin, Leipzig 1934.
- Von der Volksforschung zur praktischen Volkstumspflege. In: Mitteldeutsche Blätter für Volkskunde 9 (1934). S. 154–160.
- Deutsches Handwerkerspiel. Ein Werkbuch für das deutsche Handwerk nach alten Sitten und Bräuchen. A. Stauch, Leipzig o. J. [1936].
- Das Spiel vom Kamenzer Forstfest. Krausche, Kamenz 1937.
- Lebendiges Volkstum, der Quell deutscher Spiele, Feste und Feiern. A. Stauch, Leipzig o. J.
- Dorfkulturarbeit in Sachsen. Beispiele, Ratschläge und Anordnungen (= Das Dorf, der Lebensquell deutschen Volkes, Heft 4). v. Baensch Druckerei, Dresden 1944.
- Wenns stürmt und schneit. Aus der Winterarbeit. Mit einem Anhang: Das schöne Lichtbild (= Bildreihen und Filme fürs Dorf, Heft 6), v. Baensch Druckerei, Dresden 1944.